# ジョゼフ・バースティン社対ウィルソン事件
ジョゼフ・バースティン社対ウィルソン事件（ジョゼフバースティンしゃたいウィルソンじけん、Joseph Burstyn, Inc. v. Wilson）343 U.S. 495 (1952)は、奇跡の判決（Miracle Decision）とも呼ばれる、合衆国最高裁判所による画期的な判決であり、主にアメリカでの映画検閲の拒絶を示した。検閲官が映画作品の商業上映を禁止することを許可したニューヨーク教育法の規定は、検閲官による「言論の自由の制限」を許すものであり、アメリカ合衆国憲法修正第1条に違反していると判断した。
最高裁は、映画が合衆国憲法修正第1条に基づく保護を受ける資格のある芸術的媒体であることを認めた上で、映画は単なるビジネスであり、合衆国憲法修正第1条の保護に値する言論の形式ではないと判断したミューチュアル・フィルム・コーポレーション対オハイオ州産業委員会判決を覆した。